# Kassope

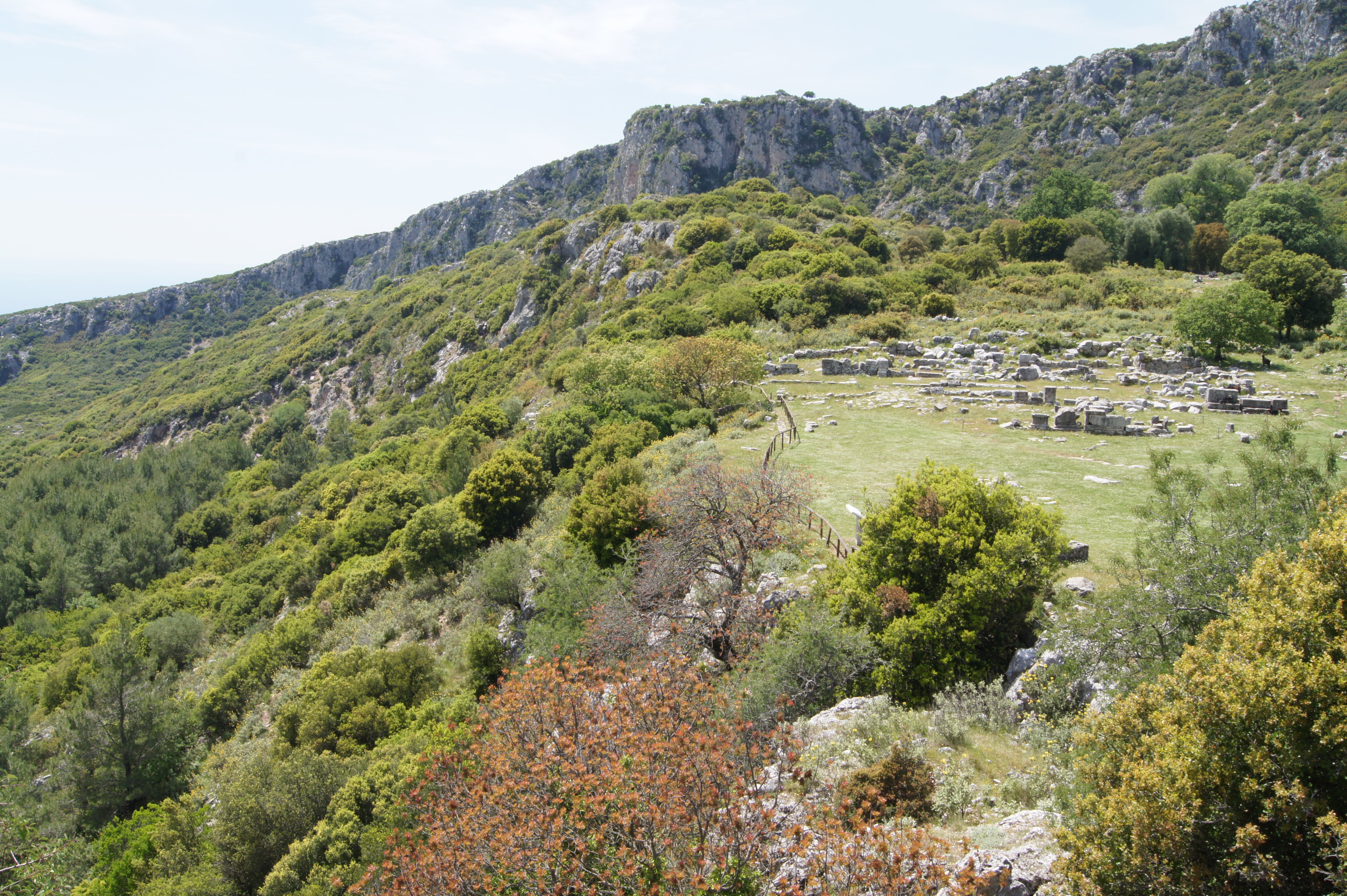
Ausgrabungsstätte Kassope in den Bergen von Epirus

Kassope (griechisch Κασσώπη) war eine antike Stadt im Nordwesten Griechenlands. Sie liegt in der Region Epirus auf einem Plateau in rund 700 m  Höhe, rund 20 Kilometer nördlich von Preveza und sechs Kilometer vom Meer entfernt. In Kassope findet sich ein umfangreicher Befund einer spätklassischen griechischen Stadt.
Gründungs- und Auflassungsdaten sind sehr gut datiert. Die Stadt wurde im späteren Verlauf nicht wieder überbaut. Da es zu Kassope so gut wie keine literarischen Quellen gibt, kann über politische Struktur und Alltagsleben der Kassopeer nichts Genaueres gesagt werden.
Kassope liegt in einer Senke unterhalb eines Bergrückens und ist durchgängig recht steil.

## Grabungsgeschichte
1805 reiste der englische Archäologe William Martin Leake durch den Epirus und stieß dabei erstmals auf die wenigen oberflächlichen Ruinen der Stadt Kassope. Nach wenigen Tagen Aufenthalt konnte Leake den Fundplatz mit der antiken Stadt Kassope in Verbindung bringen und reiste mit einigen Skizzen im Gepäck weiter.
In der nächsten Zeit besuchten nur wenige Archäologen den von Leake beschriebenen Ort und kamen dort immer wieder zu den gleichen Erkenntnissen. Unter ihnen war auch Ferdinand Noack, ein berühmter deutscher Archäologe und häufiger Besucher des Nordwesten Griechenlands.
1952 bis 1955 fanden in Kassope erste Grabungen unter dem griechischen Archäologen Sotiris Dakaris statt, die zwischen 1976 und 1982 als Gemeinschaftsprojekt des Architekturreferats des Deutschen Archäologischen Instituts und der griechischen Ephorie unter der Leitung von Dakaris, Wolfram Hoepfner, Konstantina Gravani und Ernst-Ludwig Schwandner fortgeführt wurden.

## Gründung und Auflassung von Kassope
Die Kassopäer, ein Teil des Stammes der Thesproter, gründeten um 350 v. Chr. die Stadt Kassope durch einen geplanten Synoikismos ihrer in der Umgebung liegenden Dörfer. Diese Datierung beruht auf einer inschriftlichen Erwähnung Kassopes in einer der Thearodoken-Listen aus Epidauros, die sicher auf 360 v. Chr.–355 v. Chr. datiert.
Verlassen wurde die Stadt, als Augustus im Jahr 31 v. Chr. rund 15 Kilometer südlich von Kassope die Stadt Nikopolis gründete und den Synoikismos befahl.

## Landschaft und Wirtschaft

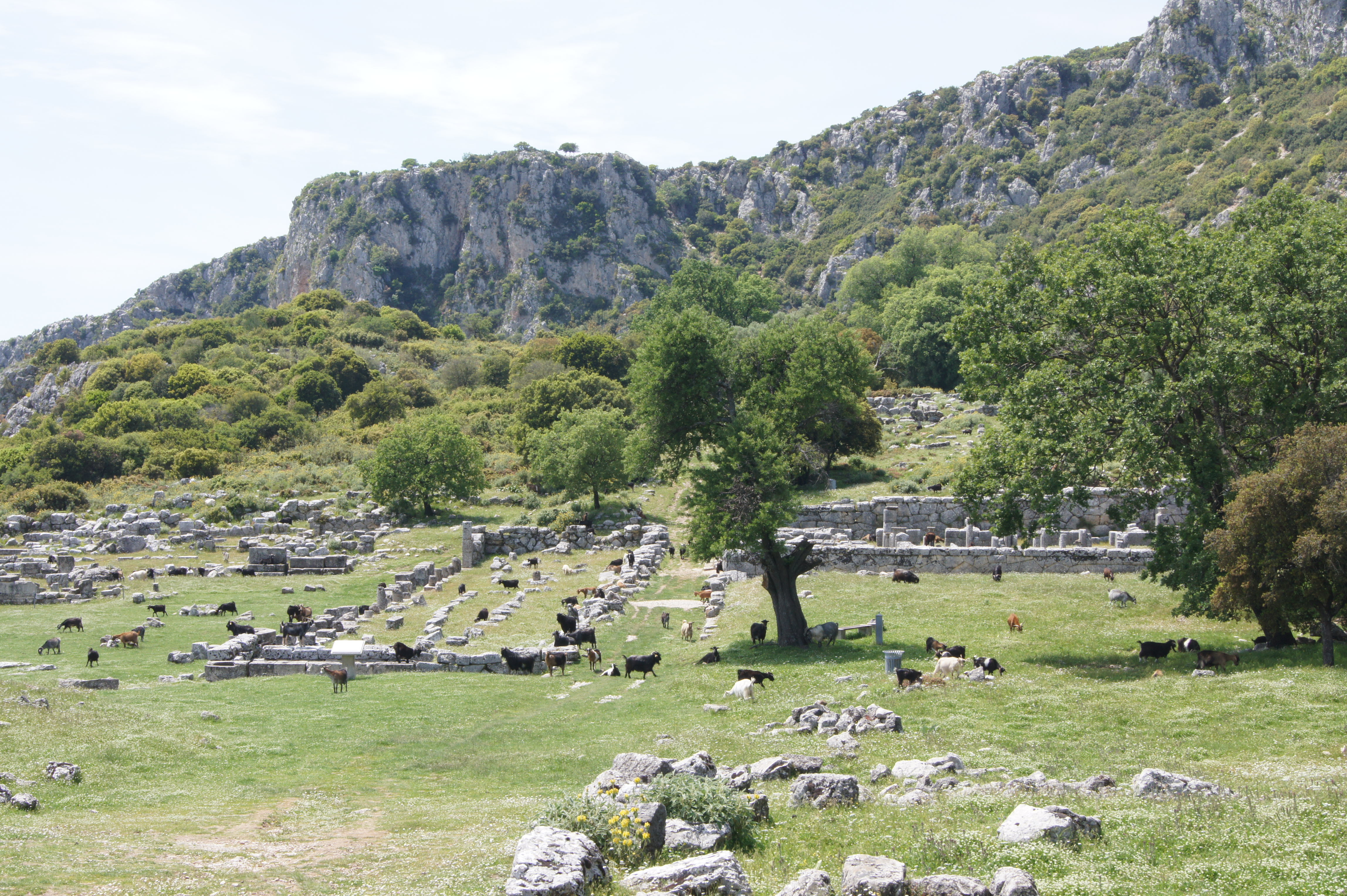
Tierische Besucher der Ausgrabungen

In der nördlichen Region um Kassope befindet sich leicht zugängliches, noch heute zur Viehzucht genutztes Bergland, das auch von den antiken Kassopäern schon ausgiebig genutzt worden ist. Südlich schließt sich eine große fruchtbare Ebene zum Ambrakischen Golf und nach Nikopolis an, die durch archäologische Befunde gesichert zum Ackerbau benutzt wurde.
In der Frühzeit war Kassope wohl eine reine Agrarstadt, in der nur wenige Handwerker die Bedürfnisse der ortsansässigen Bevölkerung deckten. Mit dem aufkommenden Handel mit Elischen und Korinthischen Kolonien an der Küste, vor allem mit Pandosia, Batiai und Ambrakia, begann der Aufstieg Kassopes, der in hellenistischer Zeit zu verstärktem Handel mit den großgriechischen Kolonien führte. Durch Münzen belegt führten diese wirtschaftlichen Beziehungen dazu, dass Kassope einer der wichtigen hellenistischen Handelsknoten wurde. Vor allem die Münzfunde aus Kassope spiegeln dieses Bild in all seinen Facetten wider.
Landwirtschaftlich immer autark, fehlte es den Kassopäern nur an gutem Stein und Bodenschätzen.

## Stadtbild und Architektur
Kassope stellt sich als eine Streifenstadt im hippodamischen Prinzip dar, ist West-Ost-orientiert und in 19 horizontale und zwei vertikale Straßen aufgeteilt. Die Hauptstraße bildet die südlichere Vertikalstraße, welche vom Westtor zum Osttor führt und dabei an der Agora vorbei führt.

### Mauern und Tore

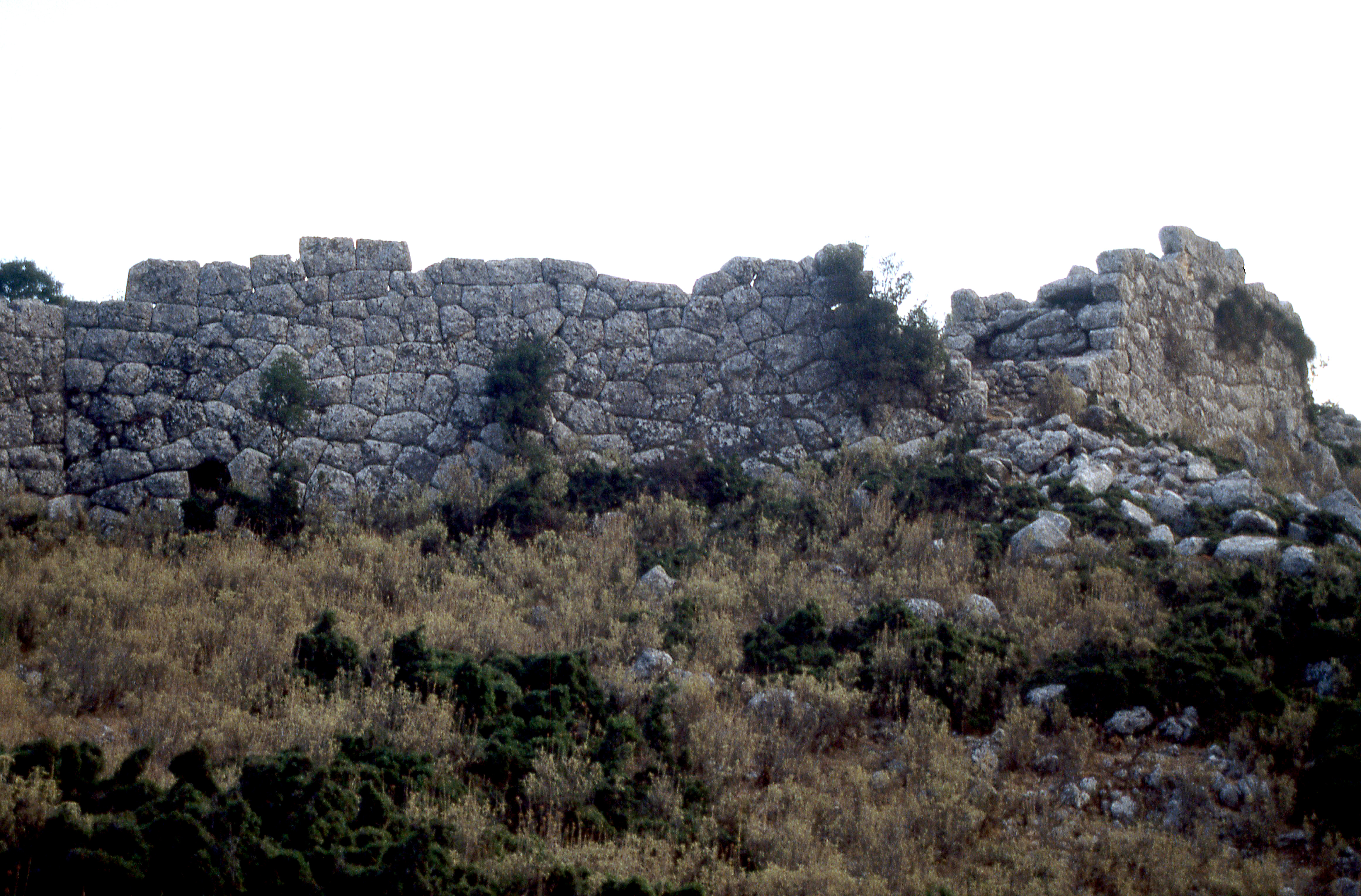
Mauerreste

Die Stadtmauer von Kassope schließt das gesamte Stadtgebiet ein und ist nur dort nicht ausgeführt, wo natürliche Geländekanten eine Stadtmauer unnötig machen. Im Nordwesten und Nordosten befinden sich die beiden Akropolen der Stadt, die im Belagerungs- und Kriegsfall als Rückzugspunkt der Bevölkerung genutzt wurden. Sie sind beide von der Stadtmauer eingeschlossen und besitzen je eine Zisterne. Kassope besitzt drei Tore, wobei zwei davon, West- und Osttor, an den beiden Enden der Hauptstraße liegen. Hier finden sich die wohl frühesten Keilsteinbogen der griechischen Antike. Das dritte Tor ist das Quelltor, unterhalb der Agora.

### Wohnhäuser
Die Wohneinheiten sind in Insulae aufgeteilt, die in West-Ost-Richtung immer zwei, in Nord-Süd-Richtung unregelmäßig viele Häuser fassten. Die Eingänge zu den Häusern lagen jeweils auf der Langseite der Insula und somit zu den Nebenstraßen gerichtet.
Die Frage, ob es sich in Kassope um Typenhäuser handelt, ist weiter umstritten. Das Kassopische Haus in der Gründungsphase hat aber durchaus einen typisierten Grundriss. So kam man vom Eingang aus direkt in einen kleinen Hof, von dem die zwei Bereiche des Hauses abgingen, der öffentliche und der private. Im öffentlichen Teil findet man Lagerräume, Läden und das Andron, im privaten Bereich dagegen die Schlafzimmer, das Bad (nur für einige Häuser sicher identifiziert) und den Oikos mit der Herdstelle. Der private Bereich des Hauses war sehr wahrscheinlich zweistöckig, wobei der öffentliche einstöckig war.
Die Grundfläche eines Kassopischen Hauses betrug knapp 130 m². Die Häuser waren mit einem Sockel aus polygonalem Bruchsteinmauerwerk gebaut und verfügten darüber über eine Mauer aus Lehmziegeln. Gedeckt waren die Dächer mit gebrannten Ziegeln.

### Die Agora

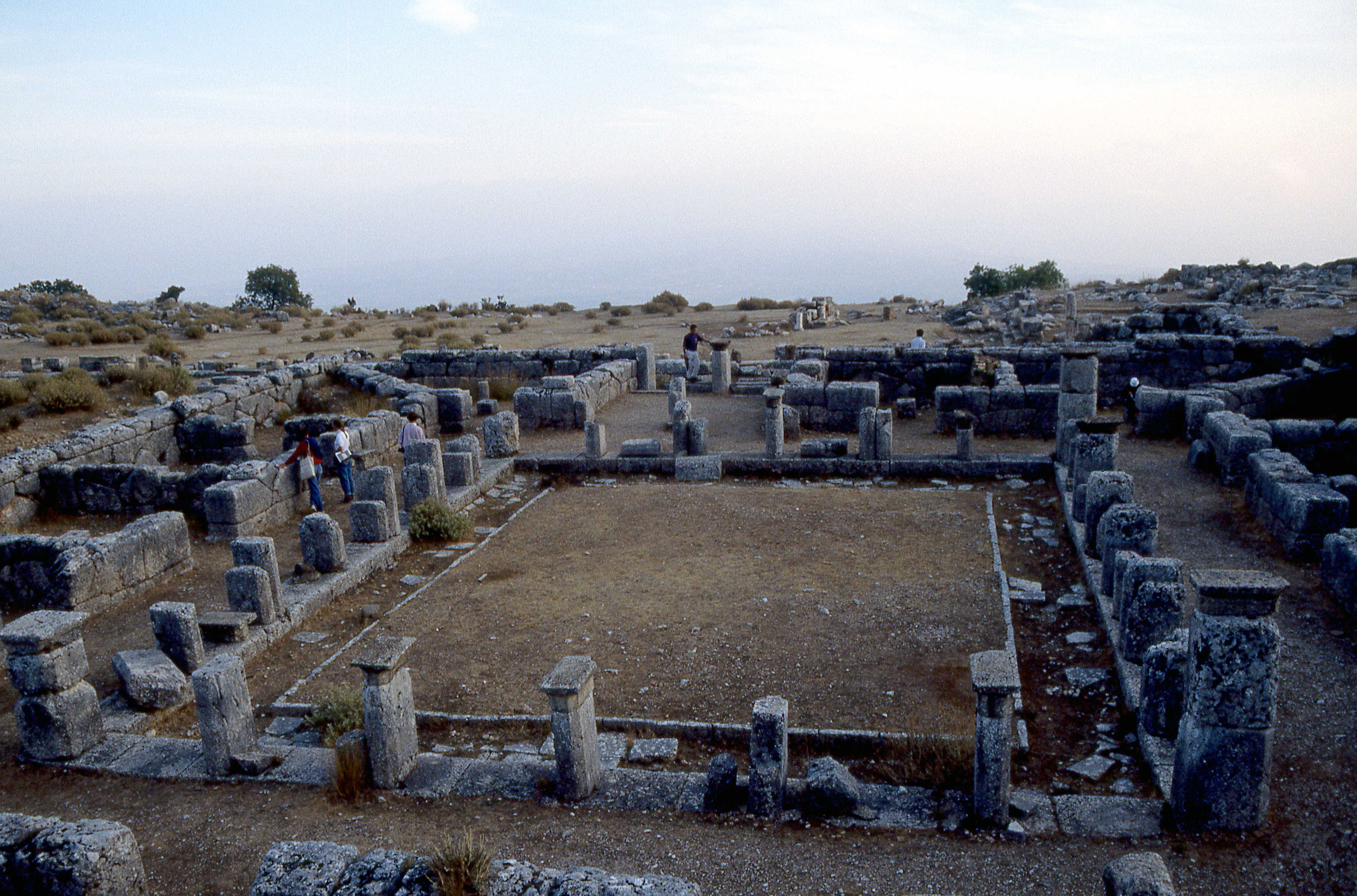
Gebäude an der Nordseite der Agora

Im Südosten der Stadt befindet sich die Agora. Hier befand sich das politische, gesellschaftliche und wirtschaftliche Zentrum der Stadt. Wie oben erwähnt, kann auf die politische Ordnung Kassopes nur aus den archäologischen Quellen geschlossen werden, was hier nicht leicht fällt. Das Bauprogramm der Agora umfasst drei Gebäude und einige Ehren- und Denkmäler. Ganz im Norden, als Abgrenzung zur Hauptstraße lässt sich die Nordstoa finden, eine typische Nordwestgriechische Stoa mit zwei kurzen Mauervorsprüngen an der Frontseite. Im Südosten befindet sich der als Buleuterion identifizierte Bau und ihm gegenüber ein Gebäude, das von den Ausgräbern als Prytaneion benannt wird, was aber weiterhin umstritten ist. Davor befindet sich noch die etwas jüngere, kleinere Weststoa.

### Die Sakralbauten
In Kassope gibt es drei als Sakralbauten angesprochene Gebäude. Der Tempel von Kassope liegt nordwestlich der Stadt und wird als dorischer Peripteros bezeichnet. Es sind nicht mehr als die Fundamente des Tempels erhalten. Schwandner rekonstruiert daraus den wohl kleinsten dorischen Peripteraltempel der Antike. Als weiterer Sakralbau ist noch das Heroon von Kassope, im Südwesten der Stadt, zu benennen. Dieser unterirdische Gewölbebau ist als Kultstätte des mythischen Stadthelden von Kassope ein Ort der Verehrung der Ahnen. Um welchen Helden es sich in Kassope handelte, lässt sich nicht mehr rekonstruieren. Das Heroon zeigt das älteste griechische Keilsteingewölbe.
Als dritter Sakralbau ist noch ein Gebäude im Süden der Stadt zu nennen. Dies wird als Sakralbau identifiziert, da sein Grundriss von allen anderen abweicht und ihm keine weitere Bedeutung durch Beifunde nachgewiesen werden kann, wodurch seine Benennung eher umstritten ist.

### Das Theater

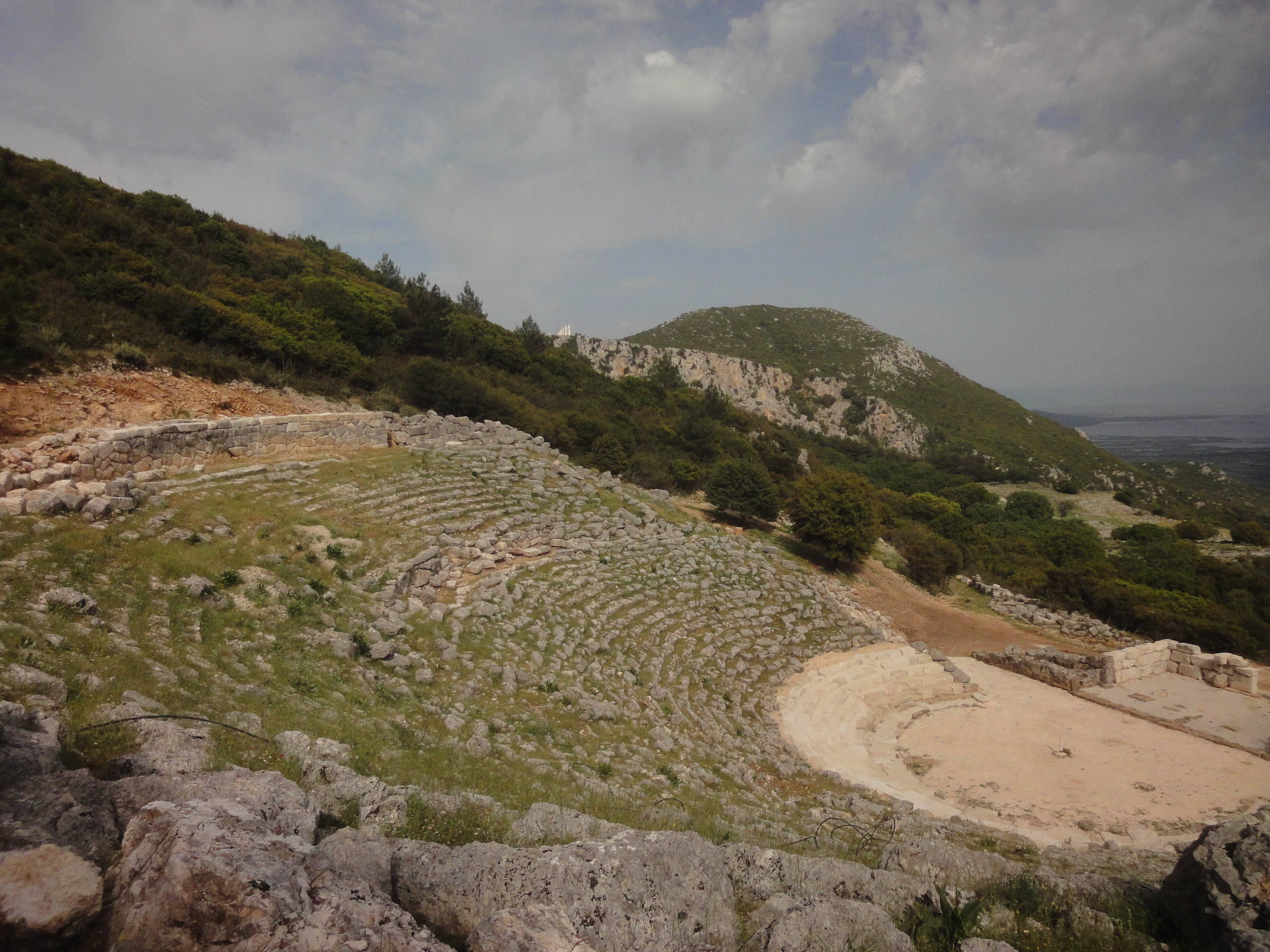
Theater von Kassope

Im Nordwesten der Stadt liegt das Theater von Kassope, ein eher schlecht erhaltener Bau, der die typische Form eines griechischen Theaters darstellt.

### Der Marktbau
Nördlich der Agora befindet sich der Marktbau von Kassope. Dieser fast quadratische Bau ist in seinem Inneren in einen Platz und einen umlaufenden Gang gegliedert, an den sich die Geschäftsräume anlehnen. Früher wurde der Marktbau oft als Katagogion identifiziert, was sich anhand neuerer Funde nicht belegen lässt. Eine Benennung als Marktbau ist wohl recht sicher.

## Kassope heute
Die antiken Anlagen können besichtigt werden, als Ausgangspunkt für Besuche dient der Ort Zalongo im Regionalbezirk Preveza.